# Alejandro González Iñárritu

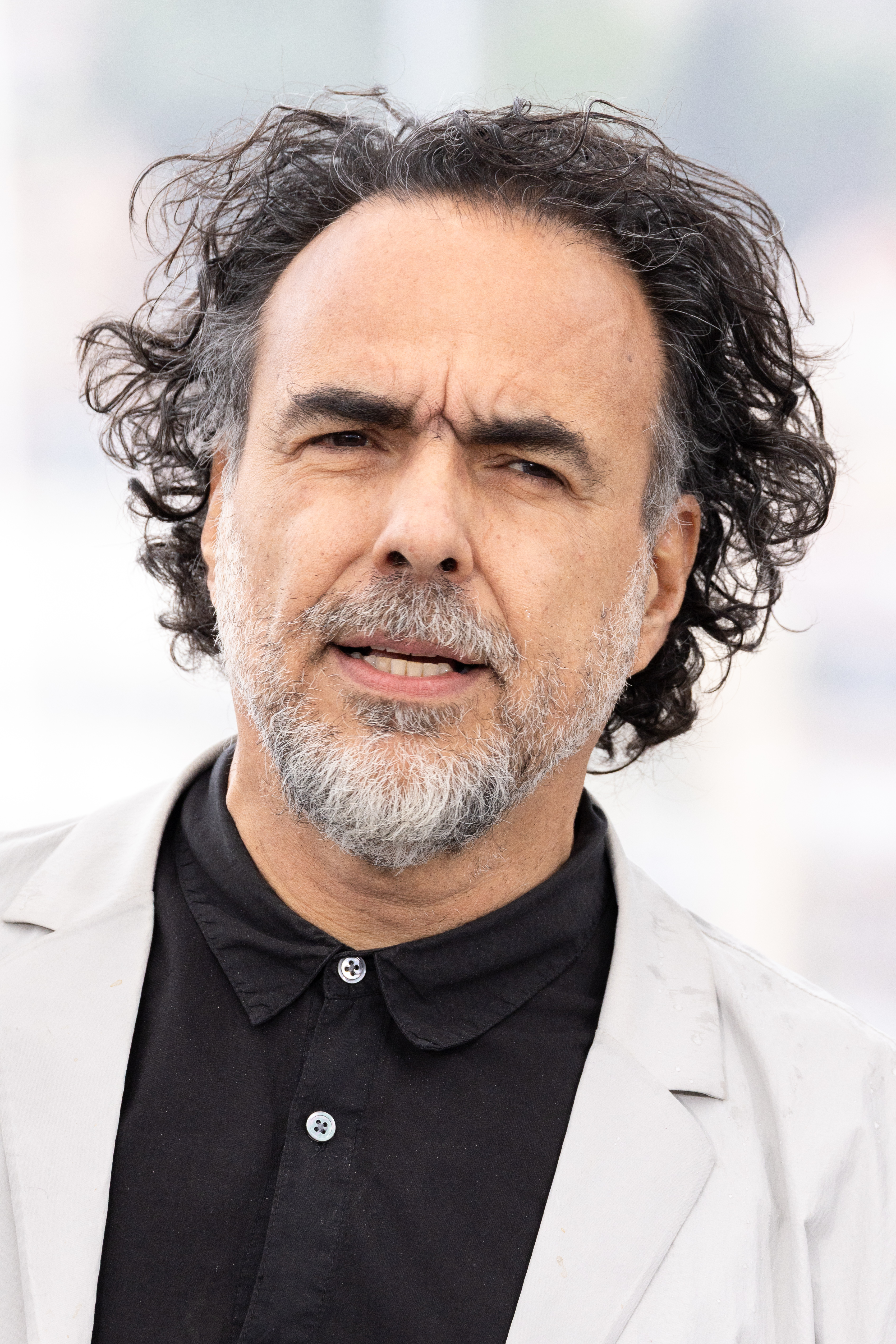
Alejandro González Iñárritu (2025)

Alejandro González Iñárritu (* 15. August 1963 in Mexiko-Stadt) ist ein mexikanischer Filmregisseur, Drehbuchautor und Filmproduzent. Für seinen Film Birdman (2014) gewann er zahlreiche Auszeichnungen, darunter drei Oscars, zwei Golden Globes und einen DGA Award. Im Jahr darauf gewann er für The Revenant – Der Rückkehrer einen weiteren Regie-Oscar. Damit ist er neben John Ford und Joseph L. Mankiewicz einer der wenigen Regisseure, die bei aufeinander folgenden Oscarverleihungen einen Preis gewonnen haben.

## Leben
González Iñárritu ist der erste mexikanische Regisseur, der in der Kategorie Bester Regisseur sowohl bei der Oscarverleihung als auch von der Directors Guild of America nominiert wurde. Er ist außerdem der einzige mexikanische Regisseur, der bei den Filmfestspielen in Cannes den Regiepreis gewonnen hat (2006). Die sechs Spielfilme Amores Perros (2000), 21 Gramm (2003), Babel (2006), Biutiful (2010), Birdman (2014) und The Revenant (2015) haben ihm weltweit Anerkennung eingebracht. Für sie erhielt er in den Kategorien Bestes Originaldrehbuch, Beste Regie und Bester Film einen Oscar; Birdman gewann außerdem den Oscar für die beste Kamera.

### Jugend und Karriere
Der Sohn von Héctor González Gama und Luz María Iñárritu wuchs in der Colonia Narvarte auf, einem mittelständischen Viertel nahe der Innenstadt von Mexiko-Stadt. Sein Vater war ein wohlhabender Banker bis Alejandro um die sechs Jahre alt war. Dann verlor er sein Vermögen, war pleite, wurde aber wieder geschäftlich tätig, indem er auf dem Markt Central de Abastos Obst und Gemüse einkaufte, um es noch am selben Tag an Restaurants weiterzuverkaufen. 
Obwohl er als Kind einige Entbehrungen hinzunehmen hatte, war Alejandro ein glückliches Kind. Als Jugendlicher überquerte er im Alter von 17 und 19 Jahren den Ozean nach Europa, indem er auf einem Frachtschiff die Böden reinigte und die Maschinen einfettete. Beim zweiten Mal blieb er dann in Europa und Afrika und lebte währenddessen von nur 1000 Dollar.
Diese körperlichen und mentalen Erfahrungen zählt er zu den wesentlichen Quellen für sein Schaffen. Auch habe das Lesen existentialistischer Autoren in dieser Phase seiner Jugend sich wesentlich auf sein späteres filmisches Werk ausgewirkt.
Er studierte Kommunikationswissenschaften an der Universidad Iberoamericana, ab 1984 arbeitete er daneben als Radiomoderator beim mexikanischen Rundfunksender WFM. 1986 wurde er Intendant des Senders, der Rockmusik und Vermischtes spielte und fünf Jahre lang der wichtigste für die jüngere Hörerschaft in Mexiko-Stadt sein sollte. Von 1987 bis 1989 komponierte Iñárritu Partituren für sechs mexikanische Spielfilme. Er studierte zudem Theaterwissenschaften beim bekannten polnischen Regisseur Ludwik Margules. Später studierte er noch Regie in Maine und Los Angeles unter Judith Weston. In den 1990ern gründete er mit Raúl Olvera Z Films, um Spielfilme, Kurzfilme, Hörwerbungen und Fernsehprogramme zu schreiben, zu produzieren und Regie zu führen. 1995 war Z Films eine der größten und stärksten Filmproduktionsfirmen, zu der sieben junge Regisseure gehörten, die später alle bei Spielfilmen Regie führten.

### Der Weg zum Ruhm
1995 wurde ein Fernsehspielfilm halber Länge mit dem Titel Detrás del Dinero ausgestrahlt, den Alejandro geschrieben und produziert und bei dem er auch Regie geführt hatte und in dem der spanische Schauspieler und Sänger Miguel Bosé zu sehen war.
Drei Jahre nachdem er die Bekanntschaft von Guillermo Arriaga gemacht hatte, und nach 36 Entwürfen mit dem Drehbuchautor, hatte er schließlich drei Geschichten, die zu einem Langfilm wurden, Amores Perros (2000), in dem auch Gael García Bernal in seiner ersten Kinofilmrolle zu sehen ist. Dieser düstere Blick auf die Schattenseite des mexikanischen Lebens holte sowohl Nominierungen beim Oscar in der Kategorie Bester fremdsprachiger Film als auch bei den British Academy Film Awards in der Kategorie Bester nicht-englischsprachiger Film. Bei den Filmfestspielen in Cannes wurde er mit dem Week Grand Prize und dem Young Critic Award ausgezeichnet. Mit über 60 Auszeichnungen war Amores Perros weltweit der meistgekürte Film in jenem Jahr.
González Iñárritu machte den fünften Kurzfilm (The Powder Keg) in der BMW-Reihe The Hire zusammen mit Ang Lee, Wong Kar Wai, Guy Ritchie und John Frankenheimer. Wenig später führte er beim Independentspielfilm 11′09″01 – September 11 (2002), einem Film über die weltweiten Auswirkungen des 11. September, zusammen mit Claude Lelouch, Shōhei Imamura, Ken Loach, Mira Nair, Amos Gitai und Sean Penn Regie.

### Umzug nach Hollywood
Nach Amores Perros war der Film 21 Gramm González Iñárritus zweite Regiearbeit. Arriaga schrieb wieder das Drehbuch, zu dem auch González Iñárritu Ideen beisteuerte. Hauptrollen spielten Benicio del Toro, Naomi Watts und Sean Penn. Der Film wurde in Venedig vorgestellt und Sean Penn gewann dort den Volpi Cup. 2004 erhielten Del Toro und Watts für ihre Darstellung Oscar-Nominierungen.
Sein Projekt Babel besteht aus vier Geschichten, die in vier verschiedenen Zeitrahmen in Marokko, Mexiko, den Vereinigten Staaten und Japan spielen. In den Hauptrollen sind Brad Pitt und Cate Blanchett als Teil einer Besetzung zu sehen, in der viele keine ausgebildeten oder neue Schauspieler waren, wie etwa Adriana Barraza und Rinko Kikuchi. Der Film wurde 2006 in Cannes uraufgeführt, wo er den Regiepreis gewann. Im November 2006 lief der Film offiziell in den Kinos an und erhielt sieben Nominierungen für die Oscarverleihung 2007, unter anderem in den Kategorien Bester Film und Bester Regisseur. Gustavo Santaolalla gewann in jenem Jahr die Auszeichnung für die beste Partitur. Babel wurde außerdem 2007 bei den Golden Globes als Best Motion Picture in der Kategorie Drama ausgezeichnet.
2006 zerstritten sich Arriaga und González Iñárritu, als Arriaga eine eigene Kampagne startete; Drehbuchautoren sollten nicht nur als solche Verdienste erhalten, sondern auch als Urheber des Films gleichrangig mit dem Regisseur. Nachdem ein strittiges Interview mit Arriaga im mexikanischen Magazin Chilango veröffentlicht worden war, meldete sich González Iñárritu mit einer kurzen Mitteilung, die an Arriaga gerichtet war und in der er sagte, Arriaga tue ihm leid, weil er der medialen Aufmerksamkeit so sehr bedürfe und dass er bei seinem eigenen Film Regie führen solle, um die entsprechende Urheberschaft für sich in Anspruch nehmen zu können. Die Mitteilung war wegen des Interviews an Arriaga gerichtet gewesen; sie wurde in vielen mexikanischen Presseorganen jedoch außerhalb des Zusammenhangs zitiert. González Iñárritu fügte hinzu, dass jemand, der niemals einen Fuß auf ein Set gesetzt oder bei einem Film Regie geführt habe, dementsprechend auch keine Urheberschaft beanspruchen könne. Letztendlich führte Arriagas Verhalten zu seiner Ausladung bei den Filmfestspielen in Cannes zur Premiere von Babel.

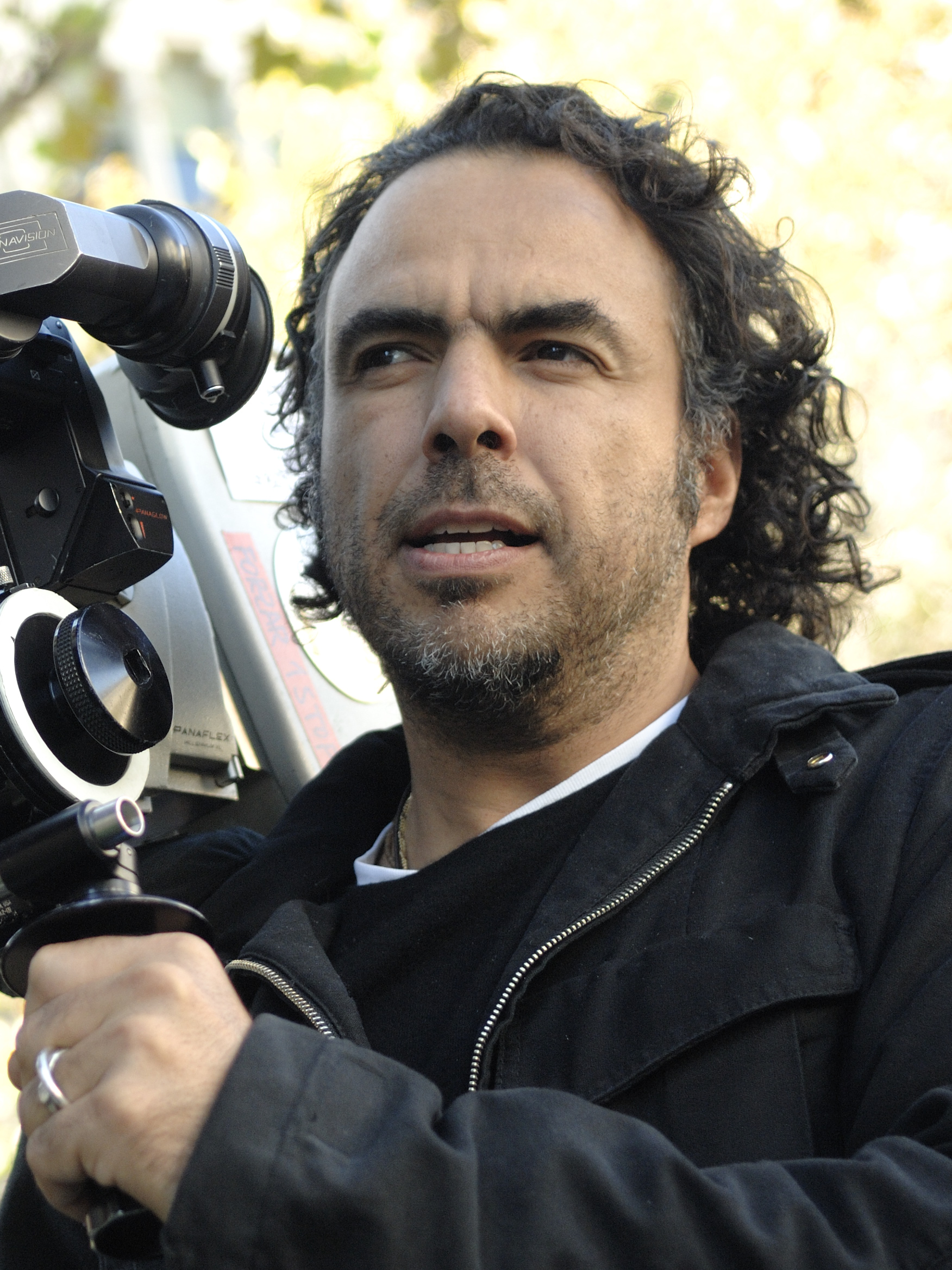
Alejandro González Iñárritu während einer Filmproduktion in Barcelona (2008)

Iñárritu drehte den Kurzfilm ANNA, eine Episode des Projektes Chacun Son Cinéma, das 2007 bei den Filmfestspielen in Cannes vorgeführt wurde. Die Vorführung war Teil der Festspiele zum 60. Jahrestag des Filmfestivals. Chacun Son Cinéma ist eine Reihe von Kurzfilmen von 33 weltbekannten Filmregisseuren wie Roman Polański, Abbas Kiarostami, den Coen-Brüdern, Theo Angelopoulos, David Cronenberg, den Dardenne-Brüdern, Manoel de Oliveria, Hou Hsiao Hsien, Aki Kaurismäki, Takeshi Kitano, David Lynch, Nanni Moretti, Gus Van Sant, Lars Von Trier, Wim Wenders und Zhang Yimou. 2008 produzierte Iñárritu den Spielfilm Rudo y Cursi, ein Melodram, bei dem Carlos Cuarón Regie führte und Gael García Bernal und Diego Luna zwei Brüder darstellen, die beide Profifußballer sind.
2010 führte González Iñárritu Regie bei Write the Future, einem Werbefilm für Nike zum Thema Fußball, der auf die Fußballweltmeisterschaft 2010 einstimmte und in dem Fußballer zu sehen waren wie Didier Drogba, Wayne Rooney, Theo Walcott, Franck Ribéry, Ronaldinho, Cristiano Ronaldo, Fabio Cannavaro, Andrés Iniesta, Gerard Piqué, Cesc Fàbregas, Landon Donovan, Tim Howard, ferner Tennisspieler Roger Federer, Basketballspieler Kobe Bryant, die berühmte Zeichentrickfigur Homer Simpson sowie der langjährige Mitarbeiter Iñárritus, Gael García Bernal, und viele andere.
Sein Film Biutiful, in welchem Javier Bardem die Hauptrolle spielte, wurde am 17. Mai 2010 in Cannes uraufgeführt. Bardem wurde als bester Schauspieler ausgezeichnet; den Titel teilte er sich mit Elio Germano für La Nostra Vita. Es war sein erster spanischsprachiger Film seit Amores Perros. Der Film wurde 2010 bei den Golden Globes in der Kategorie „Bester ausländischer Film“ nominiert und bei den British Academy Film Awards in der Kategorie „Bester nicht-englischsprachiger Film“. Er repräsentierte außerdem Mexiko in der Kategorie „Bester ausländischer Film“ bei der Oscarverleihung 2011. Javier Bardem war für seine Rolle außerdem für den Oscar als bester Schauspieler nominiert. Der Film erntete wohlwollende Kritiken; einige behaupteten sogar, er sei Iñárritus bisher bester Film.
2014 erschien sein Film Birdman oder (Die unverhoffte Macht der Ahnungslosigkeit), in dem unter anderem Michael Keaton, Edward Norton und Emma Stone mitspielten und der überwiegend positive Kritiken erntete; neunfach nominiert wurde er mit dem Oscar für den besten Film, den besten Regisseur, das beste Originaldrehbuch und die beste Kamera ausgezeichnet.
Ende 2015 erschien sein Film The Revenant – Der Rückkehrer, in dem Leonardo DiCaprio und Tom Hardy die Hauptrollen spielen. Bei der Verleihung der Golden Globes im Jahr gewann der Historienthriller die Preise in den Kategorien Bester Film – Drama, Beste Regie und Bester Hauptdarsteller – Drama (DiCaprio). Bei der folgenden Oscarverleihung erhielt Iñárritu den Preis für die beste Regie und eine Nominierung in der Kategorie Bester Film.
Im Jahr 2017 wurde Iñárritu für seinen Virtual-Reality-Film Carne y Arena, im Rahmen der Governors-Awards mit einem Special Award Oscar ausgezeichnet. Hierfür kooperierte er erneut mit seinem Landsmann Emmanuel Lubezki, welcher bereits drei Oscars für die beste Kamera bekommen hat.
2019 wurde er als Jurypräsident der 72. Internationalen Filmfestspiele von Cannes ausgewählt. Er ist damit der erste mexikanische Künstler, der diese Aufgabe übernimmt.
Im Jahr 2022 stellte Iñárritu den Spielfilm Bardo, die erfundene Chronik einer Handvoll Wahrheiten fertig, für den er nach geraumer Zeit wieder nach Mexiko zurückkehrte. Für die Produktion erhielt er seine erste Einladung in den Wettbewerb um den Goldenen Löwen der Internationalen Filmfestspielen von Venedig.

### Privatleben
González Iñárritu lebt mit seiner Frau María Eladia Hagerman de González und den beiden Kindern in Los Angeles.

## Filmografie
- 1996: El Timbre
- 2000: Amores Perros
- 2001: Powder Keg von The Hire
- 2002: 11′09″01 – September 11 (Segment Mexiko)
- 2003: 21 Gramm (21 Grams)
- 2006: Babel
- 2007: Chacun son cinéma – Jedem sein Kino (Segment Anna) (Chacun son cinéma ou Ce petit coup au coeur quand la lumière s’éteint et que le film commence)
- 2010: Biutiful
- 2014: Birdman oder (Die unverhoffte Macht der Ahnungslosigkeit) (Birdman or (The Unexpected Virtue of Ignorance))
- 2015: The Revenant – Der Rückkehrer (The Revenant)
- 2017: Carne y arena (VR-Kurzfilm)
- 2022: Bardo, die erfundene Chronik einer Handvoll Wahrheiten (Bardo, falsa crónica de unas cuantas verdades)

## Auszeichnungen (Auswahl)

### Oscarverleihung
- 2007: Nominierung in der Kategorie Beste Regie für Babel
- 2007: Nominierung in der Kategorie Bester Film für Babel
- 2015: Auszeichnung in der Kategorie Bestes Originaldrehbuch für Birdman oder (Die unverhoffte Macht der Ahnungslosigkeit)
- 2015: Auszeichnung in der Kategorie Beste Regie für Birdman oder (Die unverhoffte Macht der Ahnungslosigkeit)
- 2015: Auszeichnung in der Kategorie Bester Film für Birdman oder (Die unverhoffte Macht der Ahnungslosigkeit)
- 2016: Auszeichnung in der Kategorie Beste Regie für The Revenant – Der Rückkehrer
- 2016: Nominierung in der Kategorie Bester Film für The Revenant – Der Rückkehrer
- 2018: Auszeichnung in der Kategorie Special Achievement Award für Carne y arena

### Golden Globe Award
- 2001: Nominierung in der Kategorie Bester fremdsprachiger Film für Amores Perros
- 2007: Nominierung in der Kategorie Beste Regie für Babel
- 2007: Auszeichnung in der Kategorie Bester Film – Drama für Babel
- 2011: Nominierung in der Kategorie Bester fremdsprachiger Film für Biutiful
- 2015: Auszeichnung in der Kategorie Bestes Filmdrehbuch für Birdman oder (Die unverhoffte Macht der Ahnungslosigkeit)
- 2015: Nominierung in der Kategorie Beste Regie für Birdman oder (Die unverhoffte Macht der Ahnungslosigkeit)
- 2015: Nominierung in der Kategorie Bester Film – Komödie oder Musical für Birdman oder (Die unverhoffte Macht der Ahnungslosigkeit)
- 2016: Auszeichnung in der Kategorie Beste Regie für The Revenant – Der Rückkehrer
- 2016: Auszeichnung in der Kategorie Bester Film – Drama für The Revenant – Der Rückkehrer

### British Academy Film Award
- 2001: Nominierung in der Kategorie Bester nicht-englischsprachiger Film für Amores Perros
- 2007: Nominierung in der Kategorie Beste Regie für Babel
- 2007: Nominierung in der Kategorie Bester Film für Babel
- 2011: Nominierung in der Kategorie Bester nicht-englischsprachiger Film für Biutiful
- 2015: Nominierung in der Kategorie Bestes Originaldrehbuch für Birdman oder (Die unverhoffte Macht der Ahnungslosigkeit)
- 2015: Nominierung in der Kategorie Beste Regie für Birdman oder (Die unverhoffte Macht der Ahnungslosigkeit)
- 2015: Nominierung in der Kategorie Bester Film für Birdman oder (Die unverhoffte Macht der Ahnungslosigkeit)
- 2016: Auszeichnung in der Kategorie Beste Regie für The Revenant – Der Rückkehrer
- 2016: Auszeichnung in der Kategorie Bester Film für The Revenant – Der Rückkehrer

### Weitere Auszeichnungen
- 2000: American Film Institute Award für Amores Perros (Publikums Auszeichnung – Bester Spielfilm)
- 2000: National Board of Review Award für Amores Perros (Bester ausländischer Film)
- 2000: National Board of Review Award für Amores Perros (Top 5 der ausländischen Filme)
- 2003: Independent Spirit Award für 21 Gramm (Besondere Auszeichnung)
- 2003: National Board of Review Award für 21 Gramm (Top 10 Filme)
- 2006: National Board of Review Award für Babel (Top 10 Filme)
- 2006: ALMA Award für Babel (Herausragende Regie eines Spielfilms)
- 2011: Career Achievement Award des Zurich Film Festival
- 2012: Directors Guild of America Award für Best Job (Bester Regisseur von Werbefilmen)
- 2015: Independent Spirit Award für Birdman (Bester Film)
- 2015: Directors Guild of America Award für Birdman (Herausragende Regie – Spielfilme)
- 2015: American Film Institute Award für Birdman (Film des Jahres)
- 2015: National Board of Review Award für Babel (Top 10 Filme)
- 2015: Producers Guild of America Award für Birdman (Outstanding Producer of Theatrical Motion Pictures)
- 2015: Satellite Award für Birdman (Bester Film)
- 2015: AACTA International Award für Birdman (Bester Film)
- 2015: AACTA International Award für Birdman (Beste Regie)
- 2015: AACTA International Award für Birdman (Bestes Drehbuch)
- 2016: Directors Guild of America Award für The Revenant – Der Rückkehrer (Herausragende Regie – Spielfilme)